# Искусственный акриловый камень
Акриловый камень — искусственный композитный материал, одна из разновидностей искусственного камня.
Был изобретён учеными фирмы DuPont под руководством Доналда Слокума (англ. Donald Slocum) в 1967 году и запатентован под брендом кориан (англ. Corian) в 1968 году.
Основными компонентами искусственного камня являются акриловые смолы на основе метилметакрилата и полиметилметакрилата, гидроксид алюминия, натуральные минеральные наполнители и пигментные добавки. Полиметилметакрилат — один из самых дорогих компонентов акрилового камня, — обеспечивает его прочность, долговечность и эстетические качества; чем его больше в составе, тем дороже и лучше камень.
Акриловый камень становится пластичным под действием высокой температуры — 150—200 °C, так как является термопластом, что позволяет использовать для его формовки технологию термоформинга.

## История
Акриловый камень изначально задумывался как материал для искусственных костей, но известность приобрёл благодаря кухонным столешницам. В 1981 году срок действия патента Du Pont истек, и список производителей пополнился несколькими крупными предприятиями химической промышленности: LG Chem, Samsung Cheil Industries (по состоянию на 2016 год подразделение производившее искусственный камень выкуплено компанией Lotte), Hanwha, Westag & Getalit AG, Guangzhou Relang Industrial Co., Ltd., Kolpa D.D.

## Технология изготовления
Изготовление искусственного камня осуществляется следующим образом: необходимое количество смолы, гидрооксида алюминия и пигмента тщательно перемешиваются в вакуумном миксере до получения вязкой однородной массы, которая заливается в подготовленные формы (у разных производителей размеры форм отличаются, к примеру, у DuPont 3658×760 мм, Staron 3680×760 мм, Hanex 3680×760 мм, GetaCore 4100х1250 мм), затем происходит остывание и формирование материала. Толщина листа может быть от 6 до 25 мм.

## Обработка искусственного камня
Для обработки акрилового камня может использоваться оборудование, которое имеется во многих деревообрабатывающих цехах — фрезерные и шлифовальные станки, циркулярные пилы. При этом электроинструмент должен быть пригоден для работы в напряженном режиме, а зубья фрезы и режущие диски — сделаны из твердосплавных материалов. Также существуют специализированные приспособления для изготовления столешниц из акрилового камня.
Перед началом работ следует проверить, чтобы листы материала не различались по цвету. Желательно использовать листы одной серии. Необходимо составить план нарезки, учитывая допуски по 3 мм на окончательную подгонку изделия. Места стыков усиливают, приклеивая снизу полосы материала шириной 5—10 см.
Для склейки два листа устанавливают на расстоянии нескольких миллиметров друг от друга, шов заполняют клеем, листы пригоняют друг к другу и закрепляют зажимами. Следующий этап — выполнение кромки. На столешнице делают паз, в него насаживают и приклеивают кромку. Из влагостойких древесных плит или фанеры изготавливают основание для столешницы. Его приклеивают к акриловой поверхности клеевым составом.
Акриловый камень допускает горячее формование, благодаря чему из него можно изготавливать столешницы изогнутой формы и с закругленными углами. Раскроенный кусок камня нагревают до 150—175 °C. Когда он становится гибким, придают ему нужную форму и фиксируют ее до остывания.
Обработка искусственного камня завершается шлифованием и полировкой. До начала работы поверхность тщательно протирают тканью, смоченной в мыльной воде. Шлифование выполняют, последовательно переходя от более грубого к гладкому. В зависимости от последовательности операций и используемых шлифовальных материалов, можно получить глянцевое, полуглянцевое и матовое покрытие.

## Свойства
В структуре акрилового камня отсутствуют микроскопические поры, которые характерны для натуральных материалов. Благодаря этому имеет высокие эксплуатационные и гигиенические свойства. Поверхность легко чистится, непроницаема для бактерий. Это свойство делает искусственный акриловый камень незаменимым материалом для использования в медицинских учреждениях и местах общественного питания. Отсутствие микропор в материале дает возможность изготовления из него изделий, постоянно контактирующих с водой, компонентов мебели для ванных комнат.
Цвет и структура включений может быть различной в объеме листа (у большинства производителей лицевая часть листа акрилового камня заметно отличается от изнаночной). Листы одного и того же артикула могут незначительно отличаться по цвету в пределах установленных производителем(при изготовлении объёмных изделий рекомендуется сверять номер партии) что позволяет получать изделия любых размеров и форм. Детали соединяются специальным клеем, подбираемого под цвет искусственного камня. Прекрасно шлифуется, после чего любое изделие выглядит вырезанным из единого куска. Клеевые швы просто не видны (только при грамотной склейке).
Акриловый камень на ощупь «теплее» натурального камня, благодаря меньшей теплопроводности. Химически и радиационно инертен, ничего не выделяет в окружающую среду. Прочнее натуральных материалов, особенно стоек к ударным нагрузкам, другим механическим воздействиям. Царапается при определенном приложении усилий, царапины легко шлифуются.

## Уход и эксплуатация
Бытовые загрязнения — грязь, жир — удаляются при помощи мыльной воды или чистящего средства на основе аммиака. Следы термического воздействия и мелкие царапины можно удалить мелкой наждачной бумагой или мелкодисперсным абразивным чистящим порошком. После этого следует отполировать поверхность полировальной пастой или обычной зубной пастой. Налет от жесткой воды в мойке из искусственного камня удаляется водным раствором хлора (в соотношении 1:1). Раствором заливается мойка и выдерживается 15 минут, после чего раствор сливается, мойка промывается и протирается.
При эксплуатации изделий из искусственного акрилового камня для обеспечения долговечности рекомендуется:
- не пользоваться сильными химическими растворами, а также моющими средствами, имеющими абразивные свойства. При случайном попадании на изделие химически активного вещества — ацетона, кислоты — следует как можно быстрее промыть мыльной водой;
- не резать на поверхности изделия без применения разделочной доски;
- избегать ударов по поверхности изделия;
- не пользоваться губками, имеющими жесткую поверхность;
- использовать подставку под горячее, чтобы предохранять изделие.

## Области применения
- В общественном секторе — барные стойки в ресторанах, административные стойки в медицинских учреждениях, гостиницах, банках, офисах и салонах красоты, торговых центрах[3].
- В быту — кухонные столешницы, подоконники, отделка ванных комнат, изготовление предметов мебели.